# Championnats des clubs de water-polo asiatiques
Les Championnats des clubs de water-polo asiatiques (Asian Water Polo Clubs Championships) est une compétition annuelle de water-polo masculin organisée par l'Asia Swimming Federation (AASF) depuis 1999.

## Compétition
Chaque fédération membre de l'AASF peut être représentée par deux équipes. De 1999 à 2010, le nombre de clubs inscrits a varié de quatre à huit participants.
Les matches se jouent entre quatre et huit jours consécutifs et un seul lieu selon le nombre de participants.
Depuis sa création, la quasi-totalité des clubs participants viennent d'Asie de l'Ouest et, lors des trois premières éditions d'Asie centrale, principalement du Kazakhstan.

## Palmarès
| Année (édition)            | Lieu                    | Vainqueur                    | Deuxième                      | Troisième                    |
| -------------------------- | ----------------------- | ---------------------------- | ----------------------------- | ---------------------------- |
| Décembre 1999 1re          | Téhéran (Iran)          | Dynamo SC (Kazakhstan)       | Sorboroy (Iran)               | Al Ettehad (Arabie saoudite) |
| Novembre 2000 2e           | Kuala Lumpur (Malaisie) | Rakhat Almaty (Kazakhstan)   | Niro Ahvaz (Iran)             | MHSK (Ouzbékistan)           |
| Mars 2001 3e               | Chiang Mai (Thaïlande)  | ? (Kazakhstan)               | ? (Iran)                      | Al Qadsiya (Koweït)          |
| Décembre 2002 4e           | Téhéran (Iran)          | Zoob Ahan (Iran)             | Al Arabi (Koweït)             | Al Ahli (Arabie saoudite)    |
| Avril 2007 5e              | Koweït (Koweït)         | Al Ettehad (Arabie saoudite) | Naftogaz Omidiyeh (Iran)      | Al Ahli (Arabie saoudite)    |
| Mai 2008 6e                | Koweït (Koweït)         | Iran Tosseh Karaj (Iran)     | Guang Dong (Chine)            | Al Kuwait (Koweït)           |
| Novembre 2009 7e           | ? (Arabie saoudite)     | Al Ittihad (Arabie saoudite) | Al Qadesyia (Arabie saoudite) | Naftogaz Omidiyeh (Iran)     |
| 24 au 26 décembre 2010, 8e | Téhéran (Iran)          | Azad University (Iran)       | Naftogaz Omidiyeh (Iran)      | Al Arabi (Koweït)            |

Source de 1999 à 2009 : Asian Amateur Swimming Federation.